# Brotas (kommun)
Brotas är en kommun i Brasilien.   Den ligger i delstaten São Paulo, i den sydöstra delen av landet, 700 km söder om huvudstaden Brasília. Antalet invånare är 21 580.
Följande samhällen finns i Brotas:
- Brotas

Omgivningarna runt Brotas är huvudsakligen savann. Runt Brotas är det glesbefolkat, med 20 invånare per kvadratkilometer.